# Universidad Nacional del Sur
La Universidad Nacional del Sur, usualmente referida por la sigla. «UNS», es una universidad pública argentina con sede central en Bahía Blanca, ciudad ubicada en el sur de la Provincia de Buenos Aires, sobre la costa atlántica. Fue fundada el 5 de enero de 1956 sobre la base del Instituto Tecnológico del Sur, creado en 1946. Actualmente tiene casi 30 000 estudiantes, distribuidos en 17 departamentos académicos, que dictan más de 50 carreras de pregrado (tecnicaturas universitarias) y grado (ingenierías, licenciaturas).
En todos los rankings universitarios la UNS se encuentra entre las 10 mejores universidades de Argentina y habitualmente entre las 100 mejores de todo América Latina. Sustentan esta posición la alta reputación que poseen sus graduados en sus respectivos ámbitos laborales, el impacto de su investigación científica realizada en conjunto con institutos del Conicet, y el prestigio académico de sus carreras de grado y posgrado, habitualmente certificadas con las más altas acreditaciones por la Comisión Nacional de Evaluación y Acreditación Universitaria (CONEAU).
La UNS es una de las universidades argentinas con mayor número de docentes con formación de posgrado y que además se desempeñan como investigadores en diversos organismos del sistema científico tecnológico argentino (Conicet, ANPCYT, CIC, etc).
Todas las carreras de pregrado y grado son gratuitas, y la Universidad tiene un amplio programa de becas para estudiantes que ofrecen ayudas económicas parciales y subsidios mensuales, alojamiento sin costo en las residencias universitarias, becas de transporte y la posibilidad de almorzar y cenar gratuitamente en el Comedor Universitario. Estas asistencias se renuevan cada año basadas en la situación socioeconómica de los solicitantes y su rendimiento académico.
La UNS, al igual que otras universidades nacionales cuenta con una oferta educativa para los niveles inicial, primario y secundario a través de sus Escuelas Preuniversitarias, también nombradas como EMUNS (Escuelas Medias UNS) o EPUNS (Escuelas Preuniversitarias UNS).
- Escuela de Enseñanza Inicial y Primaria: Educación Inicial y Educación Primaria,
- Escuela de Ciclo Básico Común: Ciclo Básico de la Educación Secundaria,
- Escuela Normal Superior "Vicente Fatone": Ciclo Orientado de la Educación Secundaria,
- Escuela Superior de Comercio "Prof. Prudencio Cornejo": Ciclo Orientado de la Educación Secundaria, Educación Secundaria para Jóvenes y Adultos y Educación Superior No Universitaria,
- Escuela de Agricultura y Ganadería "Ing. Adolfo J. Zabala": Ciclo Orientado de la Educación Secundaria y Educación Secundaria Técnico Profesional.

Todas estas pertenecen Consejo de Enseñanza Media y Superior (CEMS).

## Historia

### Antecedentes
La localidad de Bahía Blanca, ubicada al sur de Argentina, comenzó su desarrollo de la mano del modelo agroexportador en la década de 1880, tras haber sido fundada en 1828 como una ciudad de frontera. Hacia la década de 1940 la localidad había alcanzado un gran desarrollo y contaba con más de 100.000 habitantes. Es por ello que en 1940 se crea la primera Universidad de la localidad, de carácter privado, denominada «Universidad del Sur», que al no lograr su objetivo de transformarse en una facultad de la Universidad Nacional de La Plata cesa su funcionamiento en 1943.
Sin embargo, solo 3 años más tarde comienza a hacerse realidad el deseo de los lugareños de poder acceder a la educación superior, al sancionarse el 9 de octubre de 1946 la ley provincial N.º 5051 redactada por el diputado provincial peronista bahiense Miguel López Francés que da origen al Instituto Tecnológico del Sur (ITS), iniciando sus actividades el 20 de febrero de 1948. El ITS contó inicialmente con sólo tres carreras: Contador Público, Ingeniería Industrial y Química Industrial. No obstante, en poco tiempo se sumarían más: en 1951 comienza el dictado de los profesorados en Electromecánica, Ciencias Físico-Matemáticas, Química, Mineralogía y Geología y Letras y se crea la Escuela de Agricultura y Ganadería y en 1952 la Escuela de Bellas Artes.
Las becas y las residencias estudiantiles propiciaron la integración de numerosos alumnos de bajos recursos a la comunidad universitaria. Además, tras la suspensión de los aranceles universitarios, que tuvo lugar en diciembre de 1949, hubo un notable aumento de la matrícula.
En 1950, ITS fue anexado a la Universidad Nacional de La Plata, por lo que adquirió categoría universitaria, situación que perduraría hasta 1952 al asumir Carlos Aloé como nuevo gobernador de la Provincia de Buenos Aires. A partir de allí se inició una campaña de desprestigio a la labor realizada en el ITS, dado el enfrentamiento de Aloé con Domingo Mercante, gobernador precedente perteneciente al ala peronista donde militaba el impulsor del Instituto, López Francés. En 1954 se reestableció su dependencia académica de la Universidad Nacional de La Plata.

### Conformación
Tras el golpe militar de septiembre de 1955, el Comando Naval de Bahía Blanca determinó la intervención del Instituto Tecnológico del Sur. En octubre de 1955 las autoridades de facto designan a Pedro González Prieto como interventor del Instituto. 
Durante el mandato de González Prieto comenzaron cesantías de docentes considerados prescindibles. El 23 de diciembre de 1955 se decretó la organización de las universidades nacionales a través del decreto 6403/55, que imponía controles ideológicos a los profesores y un control represivo sobre la actividad estudiantil. Días después se generaron movilizaciones en oposición a la medida.  
Las clases comenzaron a dictarse el 1 de abril de ese año siendo la UNS la octava universidad nacional creada en el país. La novel entidad se organizó la estructura académica sobre la base de departamentos, en lugar de las tradicionales facultades. Los primeros Departamentos fueron Contabilidad, Economía, Física, Geología y Geografía, Matemática, Ingeniería, Humanidades y Química. Al finalizar el primer año de la universidad se había incorporado el departamento Agrozootécnico y una nueva carrera, la Licenciatura en Geografía. 
Durante la eliminación del ITS y los primeros años de la UNS se cesantearon múltiples docentes, entre los que se destacaron figuras como Santiago Bergé Vila y Antonio Tridenti, pertenecientes al grupo de profesionales fundadores del ITS y referentes del peronismo bahiense. Otros cesanteados fueron el contador Benito Franchini y el doctor Solana, que se desempeñaba como vicerrector del ITS en 1954. También figuraron en esta nómina los doctores Romero Krause, Graziani y Remus Tetu, el profesor Marcelo Galar y los ingenieros Antonio Siri, Alejandro Clara, David Craig, N. Cardona, Eloy Varela, Jorge Reyes y Manuel Muradás.

### Primeros años
En marzo de 1957, el Consejo Universitario (CSU), órgano de gobierno de la reciente universidad, aprobó el proyecto de estatuto para la UNS y convocó a elecciones para el 19 de junio a fin de constituir el nuevo gobierno universitario de carácter autónomo. Los profesores elegirían 5 representantes, los graduados 1 representante, y los estudiantes 3 consejeros. El CSU eligió al profesor Hernán Zucchi, como el nuevo rector que habría de suceder al profesor Vicente Fatone, quien desempeñó el cargo desde la creación de la universidad.
El 20 de noviembre de 1957, se efectuaron elecciones para conformar la Asamblea Universitaria (AU), otro órgano de gobierno de la universidad, que habría de componerse por 46 profesores, 10 investigadores y Directores de Departamentos, 12 graduados y 35 estudiantes. Durante el primer semestre de 1958 quedó desierta la representación estudiantil en el CSU dado que los estudiantes se retiraron en 1957, en oposición a la composición de la Asamblea.
Tras la asunción de un nuevo gobierno democrático a nivel nacional, encabezado por Arturo Frondizi, se anunció en agosto de 1958 una reforma que buscaba promover la apertura de nuevos centros de enseñanza superior fuera de la órbita estatal, comenzando un conflicto que se conoció como «laica o libre». A partir de allí, casi diariamente, se produjeron marchas a favor o en contra de la medida en las calles céntricas de la ciudad. El CSU resolvió el cese total de actividades en la UNS en señal de protesta por la iniciativa nacional a partir del 24 de septiembre de ese año, medida que concluyó el 19 de octubre, tras múltiples reclamos de los opositores a la medida.

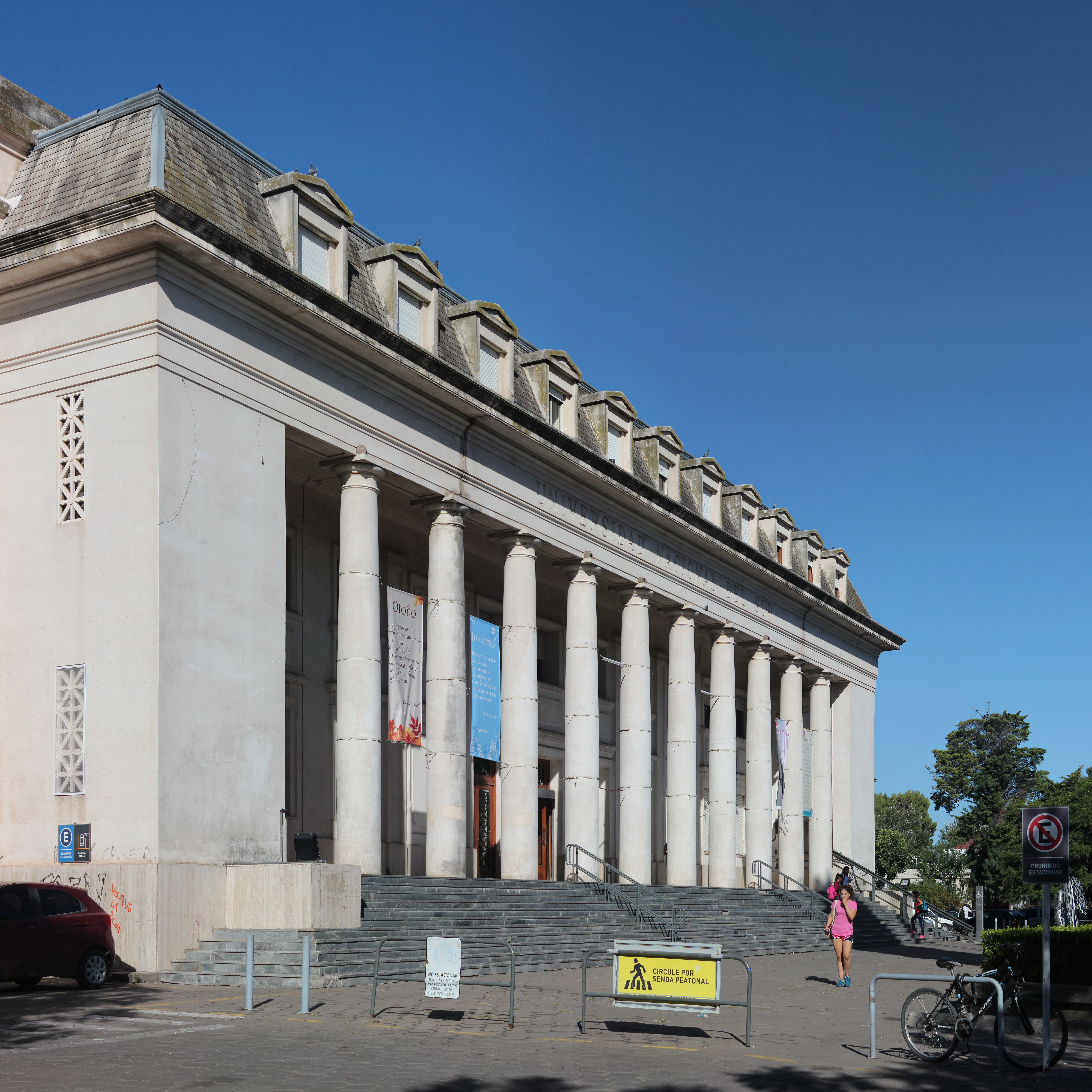
Edificio principal de la UNS, finalizado en 1963.

El 26 de junio de 1962, la Asamblea Universitaria creó la carrera de Agrimensura, resolución que surgió a partir de una iniciativa estudiantil. En 1963 se crea la Planta Piloto de Ingeniería Química (PLAPIQUI). También en 1963 concluyen las obras de la sede principal de la Universidad, que habían comenzado en 1958, ubicadas en la avenida Alem.
El 29 de junio de 1966, el gobierno democrático fue derrocado, dando comienzo a una nueva dictadura militar. Un mes más tarde, el 29 de julio, el gobierno de facto mediante el decreto 16.912 suprime el gobierno tripartito (estudiantes, docentes y personal no docente) en las universidades de todo el país y elimina la autonomía universitaria, siendo el rector de la UNS en ese entonces y desde 1961 el indio Aziz-Ur Rahman. Durante 1966 y 1967 se prohibió el funcionamiento de los centros de estudiantes y la Federación Universitaria del Sur. Además, se incorporó un examen de ingreso y la exigencia de tres materias por año aprobadas para mantener la regularidad. 
En el año 1969, se crearon profesorados en Economía y Sociología, en Matemática y Física, en Química y Merceología, en Geografía y en Humanidades con tres especialidades: Filosofía y Pedagogía, Letras e Historia.
En 1973, con el regreso del peronismo al gobierno nacional la UNS fue intervenida por el abogado bahiense Víctor Benamo, quien buscó reorganizar la estructura universitaria. Se propuso la figura de los Comités de Gestión, integrados por un docentes, un docente y un estudiantes. Se pretendía que estos Comités ejercieran el control de la conducción y participaran en el proceso de toma de decisiones asesorando al Interventor. Se creó además el lnstituto de Estudios del Tercer Mundo «Eva Perón», con el fin de promover el estudio de los pueblos oprimidos, especialmente latinoamericanos y sus alternativas en la lucha por la liberación. También se le cambió el nombre a la universidad que fue renombrada «Universidad López Francés» en honor al mencionado Miguel López Francés, uno de sus impulsores. En 1975, el interventor Remus Tetu dispuso que la institución retomase su anterior denominación, nombre que mantiene al día de hoy.

### Triple A y dictadura militar
En febrero de 1975, el profesor Remus Tetu, interventor de la Universidad Nacional del Comahue y ligado a la Alianza Anticomunista Argentina (Triple A), asume el mando de la universidad. Tras asumir solicitó la renuncia de todos los decanos departamentales, cerró las inscripciones en las carreras del Departamento de Ciencias Sociales, aunque se permitió seguir cursando hasta que egresaran a los alumnos regulares. Asimismo, se abrió la inscripción en nuevas carreras: Servicio Social, Auxiliar de la Medicina Humana, Meteorología, Cartografía, Demografía, Tecnología Industrial, Tecnología Alimenticia y Forestación, Bibliotecario y la Licenciatura en Oceanografía.
Durante la gestión de Tetu se desarticularon los centros de estudiantes y la Federación Universitaria de Bahía Blanca. El estudiante de Ingeniería y secretario de la Federación, David “Watu” Cilleruelo, fue asesinado en los pasillos de la universidad por el jefe de la custodia de Tetu, Jorge Argibay.
En octubre de 1975, asume el rectorado Julio Reynoso, mientras que Tetu continuó en la UNS como profesor del Departamento de Ciencias Sociales. Las nuevas autoridades emprendieron la reestructuración de las secretarías de la UNS y fueron renovadas las direcciones de los departamentos. Los custodios y funcionarios de dudosa procedencia continuaron presionando a docentes y estudiantes en interrogatorios sinuosos y de inciertos resultados. Cuerpos sin vida de integrantes de la UNS siguieron apareciendo a lo largo de la nueva gestión.
Tras el golpe militar del 24 de marzo de 1976, el día siguiente asume como interventor militar el capitán de navío Raúl González. El 31 de marzo de 1976 fueron puestas en función las nuevas autoridades departamentales y el 7 de abril se dio comienzo al primer cuatrimestre, para el cual se exigió al alumnado la concurrencia a clases con la libreta universitaria y el documento nacional de identidad.
En las semanas siguientes al golpe se multiplicarían las cesantías, rescisiones de contratos y renuncias de trabajadores docentes y no docentes, contabilizándose bajas de 145 docentes y 111 no docentes. Además, se eliminaron los profesorados de Geografía, Matemática y Física, Letras e Historia, Química y Merceología y Biología, así como las carreras de Auxiliar de Medicina Humana y Servicio Social.
También el interventor militar promovería una importante “limpieza” bibliográfica al ordenar la erradicación de 181 libros de las bibliotecas de la UNS y pondría en vigencia el nuevo “Reglamento de Admisión y Disciplina para Alumnos”, a pocos días de abandonar su cargo. El 30 de agosto de 1976, el capitán González fue reemplazado por el ingeniero agrónomo Julio César Lucero, quien asumiría como el primer interventor civil de la dictadura en la UNS. El ciclo lectivo de 1977 habría de incorporar cambios en materia de restricciones al ingreso: se retomaban los cupos por carrera y se incorporaban los exámenes eliminatorios.
Posteriormente, asume el licenciado en Economía y contador público Ricardo Enrique Bara. Durante su gestión se recibieron importantes partidas destinadas a la multiplicación de unidades científico-tecnológicas, como por ejemplo las invertidas en la creación del Centro de Recursos Naturales Renovables de la Zona Semiárida en 1980 y en la construcción de las dependencias del Centro Regional de Investigaciones Básicas y Aplicadas de Bahía Blanca. Consecuentemente, se impulsó el crecimiento de las carreras de posgrado en Economía Agraria y Administración Rural y se dio inicio a un programa de becas de perfeccionamiento en el exterior para graduados.
En septiembre de 1982, el Ministerio de Educación aprobó el nuevo estatuto de la institución. El rector Bara renunció en abril de 1983. Transitoriamente fue sustituido por el ingeniero Oscar Andrés, hasta que el Poder Ejecutivo Nacional designó como su reemplazo al licenciado Carlos Robledo. Tras el regreso de la democracia el 10 de diciembre de 1983, Robledo presentó su renuncia, 10 días después. El gobierno democrático designó al profesor Pedro González Prieto como rector normalizador.

### Normalización
A días de asumir, en diciembre de 1983, se restituyó el estatuto.
El gobierno nacional de Raúl Alfonsín reglamentó la normalización a través de la Ley 23.068. La misma crea un Consejo Superior Provisorio (CSP) en todas las universidades nacionales.

### Actualidad
Durante la década de 1980, comenzó el dictado en la UNS de las Licenciaturas de Ciencias de la Computación y en Física, en 1993 fue creada la Licenciatura en Administración, en 1995 Farmacia y Abogacía, en 1999 fue creada Ingeniería Mecánica, en 2005 Medicina y en 2015 Arquitectura. De esta manera se incorporaron a la universidad carreras de gran convocatoria histórica en otras universidades nacionales.
En la década de 2000, comenzó a desarrollarse el campus universitario en el barrio de Palihue. En 2007 se inauguraron dos complejos de aulas, en 2014, 2015 y 2016 los edificios de los departamentos de Ciencias de la Administración, Economía e Ingeniería Eléctrica y Computadoras, respectivamente. Actualmente se encuentra en construcción la sede del departamento de Geología, un nuevo complejo de aulas y una sala de lectura.
En 2023 se inauguró el edificio del departamento de Derecho.

## Alumnado
El número de estudiantes de la universidad es de poco menos de 30.000 (28.337 estudiantes activos en 2022). Más del 60% del alumnado es nativo de los partidos de Bahía Blanca (54%) y Coronel Rosales (9%), aunque también hay un gran porcentaje de jóvenes provenientes de localidades cercanas, registrándose gran cantidad de matriculados provenientes de Coronel Pringles, Tres Arroyos, Pigüé, Coronel Suárez y Pedro Luro. También hay estudiantes nativos de las provincias de Río Negro (7% de la población estudiantil), La Pampa  (2%) y Chubut (1%). 
| Buenos Aires     | 4832  | Bahía Blanca     | 3064  | Agronomía                               | 924    | 1125   | 1154   | 1196   |
| Río Negro        | 413   | Coronel Rosales  | 502   | Biología, Bioquímica y Farmacia         | 2705   | 2560   | 2392   | 2455   |
| La Pampa         | 124   | Coronel Pringles | 121   | Ciencias de la Administración           | 2995   | 3038   | 3006   | 3112   |
| Chubut           | 76    | Tres Arroyos     | 120   | Ciencias de la Salud                    | 1851   | 2217   | 4084   | 4408   |
| Neuquén          | 28    | Pigüé            | 113   | Ciencias e Ingeniería de la Computación | 1128   | 1148   | 1179   | 1264   |
| Santa Cruz       | 18    | Coronel Suárez   | 87    | Derecho                                 | 2585   | 3036   | 3429   | 3565   |
| Tierra del Fuego | 11    | Pedro Luro       | 63    | Economía                                | 638    | 654    | 767    | 797    |
| Catamarca        | 9     | Carhué           | 54    | Escuela Normal Superior                 | 324    | 337    | 422    | 445    |
| Salta            | 8     | Coronel Dorrego  | 49    | Física                                  | 298    | 318    | 389    | 411    |
| CABA             | 6     | Patagones        | 45    | Geografía y Turismo                     | 2298   | 2521   | 2663   | 2846   |
| Misiones         | 6     | Tornquist        | 44    | Geología                                | 722    | 662    | 872    | 900    |
| Jujuy            | 6     | General Cerri    | 37    | Humanidades                             | 2659   | 2737   | 2975   | 3067   |
| Córdoba          | 5     | Médanos          | 37    | Ingeniería                              | 1854   | 1868   | 1861   | 1964   |
| Entre Ríos       | 3     | Mayor Buratovich | 37    | Ingeniería Eléctrica y de Computadoras  | 786    | 882    | 881    | 920    |
| Resto            | 8     | Resto            | 459   | Ingeniería Química                      | 1163   | 1185   | 1400   | 1460   |
| Total            | 5.553 | Total            | 4.832 | Matemática                              | 234    | 248    | 268    | 276    |
| Total            | 5.553 | Total            | 4.832 | Química                                 | 455    | 469    | 528    | 544    |
| Total            | 5.553 | Total            | 4.832 | Total                                   | 23.619 | 25.005 | 28.270 | 29.630 |

## Gobierno

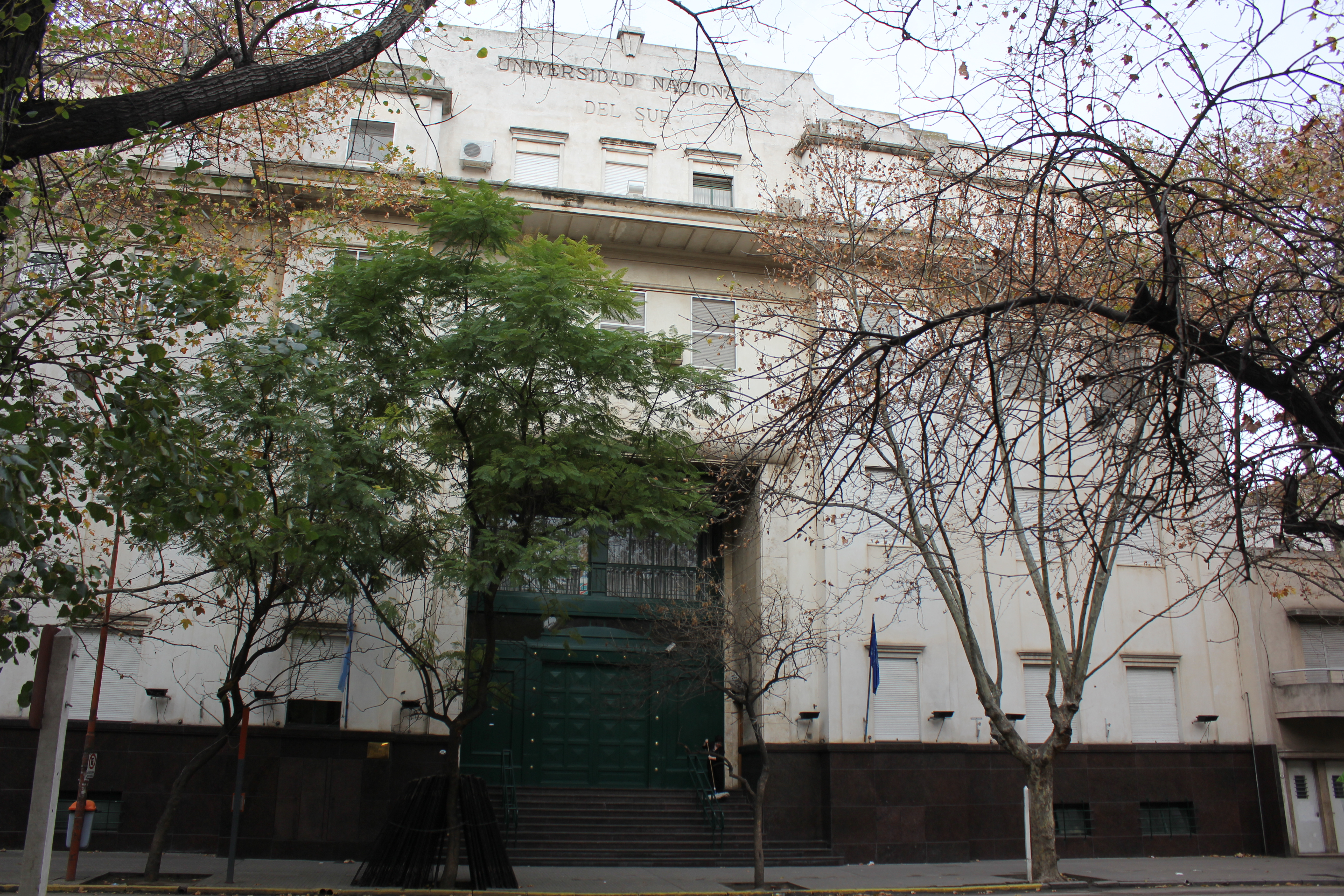
Edificio del Rectorado, donde se reúnen los órganos de gobierno de la universidad.

El mando de la Universidad se basa en los principios de la Reforma Universitaria de 1918 con un gobierno compartido por los profesores, estudiantes y personal no docente. Consta de dos órganos de gobierno: la Asamblea Universitaria (AU) y Consejo Superior Universitario (CSU). 

### Asamblea Universitaria
La asamblea cumple el rol legislativo, tiene bajo sus atribuciones la modificación parcial o total del estatuto; la creación de carreras o departamentos y la elección del rector.
Está compuesta por 46 docentes (36 profesores y 10 auxiliares), 24 alumnos y 2 miembros del personal no docente. Sus miembros son electos en elecciones de carácter obligatorio para todos los miembros de la comunidad académica que se efectúan todos los años en el mes de noviembre, la duración de sus cargos es de un año.
Actualmente, Santiago Maíz de la Lista Blanca es el presidente de la Asamblea Universitaria.

### Consejo Superior Universitario
Este organismo es el responsable administrativo de la universidad, con atribuciones legislativas a su vez. Presenta entre sus atribuciones la capacidad de dictar ordenanzas de gobierno de la Universidad; aprobar planes de estudio; aprobar el presupuesto y establecer las condiciones de ingreso a la universidad.
Está integrado por el rector, el secretario general, 7 decanos de Departamentos, 12 docentes (9 profesores y 3 auxiliares), 9 estudiantes y 1 no docente. El rector actual es el doctor Daniel Vega, en tanto que ocupa el cargo de vicerrectora la doctora Andrea Castellano.

## Organización académica
Adopta como estructura académica la constitución de Departamentos que agrupan disciplinas afines. Los que actualmente conforman la universidad son los siguientes: 
| Departamento                           | Año de creación | Carreras de pregrado y grado |
| -------------------------------------- | --------------- | --- |
| Agronomía                              | 1962            | - Ingeniería Agronómica - Tecnicatura Universitaria en Suelos y Aguas - Tecnicatura Universitaria en Parques y Jardines - Tecnicatura Universitaria Apícola                                                                                          |
| Biología, Bioquímica y Farmacia        | 1970            | - Profesorado en Ciencias Biológicas - Licenciatura en Ciencias Biológicas - Bioquímica - Farmacia |
| Ciencias de la Administración          | 1956            | - Contador Público - Licenciatura en Administración - Profesorado en Educación Secundaria en Ciencias de la Administración - Profesorado en Educación Secundaria y Superior en Ciencias de la Administración - Licenciatura en Gestión Universitaria |
| Ciencias de la Salud                   | 2006            | - Tecnicatura Universitaria en Enfermería - Licenciatura en Enfermería - Medicina - Licenciatura en Obstetricia - Tecnicatura Universitaria en Acompañamiento Terapéutico                                                                            |
| Ciencias e Ingeniería de Computación   | 1994            | - Ingeniería en Computación - Ingeniería en Sistemas de Información - Licenciatura en Ciencias de la Computación |
| Derecho                                | 1995            | - Abogacía - Martillero y Corredor Público - Licenciatura en Seguridad Pública |
| Economía                               | 1956            | - Profesorado en Economía de la Enseñanza Media - Licenciatura en Economía - Profesorado en Economía |
| Ciencias de la Educación               | 2020            | - Licenciatura en Ciencias de la Educación - Profesorado de Educación Inicial - Profesorado de Educación Primaria |
| Física                                 | 1956            | - Licenciatura en Física - Licenciatura en Geofísica - Profesorado en Física - Tecnicatura Universitaria en Óptica - Licenciatura en Óptica y Contactología                                                                                          |
| Geografía y Turismo                    | 1956            | - Profesorado en Geografía - Licenciatura en Geografía - Licenciatura en Turismo - Licenciatura en Oceanografía - Arquitectura |
| Geología                               | 1962            | - Profesorado en Geociencias - Licenciatura en Ciencias Geológicas - Tecnicatura Universitaria en Medio Ambiente |
| Humanidades                            | 1956            | - Licenciatura en Filosofía - Licenciatura en Historia - Licenciatura en Letras - Profesorado en Filosofía - Profesorado en Historia - Profesorado en Letras                                                                                         |
| Ingeniería                             | 1956            | - Ingeniería en Agrimensura - Ingeniería Civil - Ingeniería Industrial - Ingeniería Mecánica |
| Ingeniería Eléctrica y de Computadoras | 1958            | - Ingeniería Electricista - Ingeniería Electrónica - Tecnicatura Universitaria en Emprendimientos Audiovisuales - Tecnicatura Universitaria en Sistemas Electrónicos Industriales Inteligentes                                                       |
| Ingeniería Química                     | 1960            | - Ingeniería de Alimentos - Ingeniería Química - Tecnicatura Universitaria en Operaciones Industriales |
| Matemática                             | 1956            | - Licenciatura en Matemática - Profesorado en Matemática |
| Química                                | 1956            | - Licenciatura en Química - Profesorado en Química - Profesorado en Química de la Enseñanza Media - Licenciatura en Ciencias Ambientales |

Está en tratativa la creación de un departamento de Arquitectura y Urbanismo para los próximos años.

## Acompañamiento a estudiantes durante sus carreras
La Secretaría General de Bienestar Universitario tiene como objetivo acompañar a los estudiantes en su vida universitaria. Para ello ofrece subsidios, becas, atención primaria de la salud, alojamiento, comedor, beneficios y descuentos, y una gran cantidad de actividades deportivas y recreativas totalmente gratuitas. La Secretaría se encuentra en Av. Colon 80.

### Comedor Universitario
La Universidad Nacional del Sur cuenta con Comedor Universitario, destinado a toda la comunidad universitaria. El mismo brinda servicio de almuerzo y cena de lunes a viernes, y almuerzo los días sábados. Podes encontrar diariamente diferentes opciones de menú. El comedor se encuentra en la Casona Universitaria, en avenida Alem 1161.

### Residencias Estudiantiles

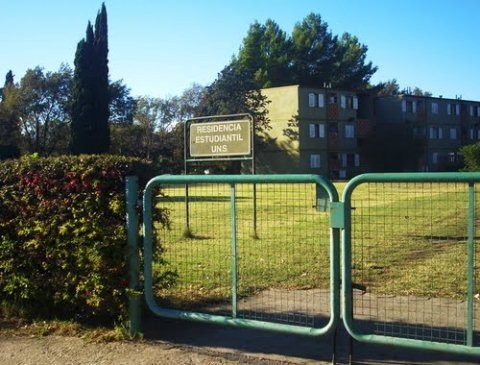
Residencias Estudiantiles UNS

La Universidad Nacional del Sur cuenta con Residencias Estudiantiles, pensadas para ofrecer alojamiento a aquellos estudiantes que provienen de localidades ubicadas a más de 50 km de Bahía Blanca y cuya situación socioeconómica amerite el otorgamiento de dicho beneficio. Las residencias son departamentos monoblock, para 4 personas, equipados con artefactos de cocina, heladera, calefacción, mesada, espacios de guardado, WiFi, microondas, etc. Cuentan además con servicio propio de mantenimiento para la optimización de los recursos.

### Departamento de Educación Física y Deportes
Cuenta con un amplio ofrecimiento de actividades deportivas, para las que no es necesario tener conocimiento previo al participar, ya que se trabaja con la modalidad de escuela deportiva, permitiendo la integración de quienes lo practican. Además, los distintos deportes presentan la característica de plantearse desde los puntos de vista recreativo y competitivo de acuerdo con los nuevos lineamientos del Departamento de Educación Física y Deporte, fomentando la creación de hábitos saludables y optimizando los parámetros de salud. Organiza distintas actividades deportivas como jornadas de deporte, carreras pedestres, entre otras.

### Departamento de Sanidad

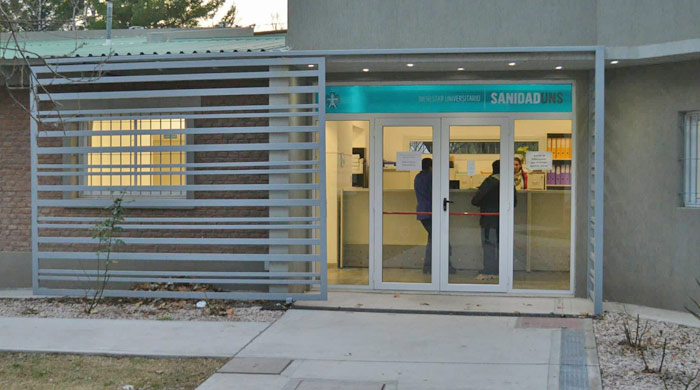
Departamento de Sanidad UNS, Lopez Francés 850

En marzo de 1948, el rector del Instituto Tecnológico del Sur, Dr. López Francés, crea el "Servicio Social y Educación Física del Estudiante", con el propósito de propender a la elevación del nivel de cultura espiritual y física de los estudiantes. Con posterior denominación de Departamento de Sanidad se encuentra en López Francés 850 ha desarrollado sus actividades teniendo como permanentes objetivos:
- Conocer el estado de salud de los ingresantes a la UNS (acción preventiva).
- Prevenir y tratar el estado de morbilidad de la misma (acción asistencial).
- Controlar el estado de salud del personal y alumnos vinculados a la UNS (reconocimientos médicos, certificaciones).

El Departamento de Sanidad tiene como función principal brindar atención médica en forma gratuita a los alumnos regulares de esta Universidad. Este servicio cuenta con clínica médica, traumatología, cardiología, psiquiatría, ginecología, odontología y enfermería. Además, según la necesidad y a criterio de los profesionales, es posible realizar derivaciones para interconsultas con ciertos especialistas: oftalmología, endocrinología, otorrinolaringología y urología. Del mismo modo, pueden realizarse exámenes básicos de laboratorio y estudios radiológicos simples.
El personal de esta universidad para cumplir los requisitos de apertura del legajo deberá realizar en este departamento el examen preocupacional correspondiente para obtener el certificado de aptitud requerido por la Dirección General de Personal.
Los alumnos de la UNS deberán realizar el examen preventivo de salud consiste en un conjunto de chequeos clínicos, odontológico y de laboratorio que deben realizarse los ingresantes al comenzar sus estudios en la Universidad Nacional del Sur. Estos exámenes permiten conocer el estado de salud de los estudiantes, información indispensable para la definición de políticas sanitarias específicas que contribuyan a mejorar la calidad de vida de la población universitaria. Si en el transcurso de su carrera, el alumno tuviera necesidad de justificar una inasistencia a exámenes o clases obligatorias por razones de salud, deberá concurrir a los consultorios de este Departamento el mismo día de la inasistencia para que pueda ser constatada por el personal médico su situación.

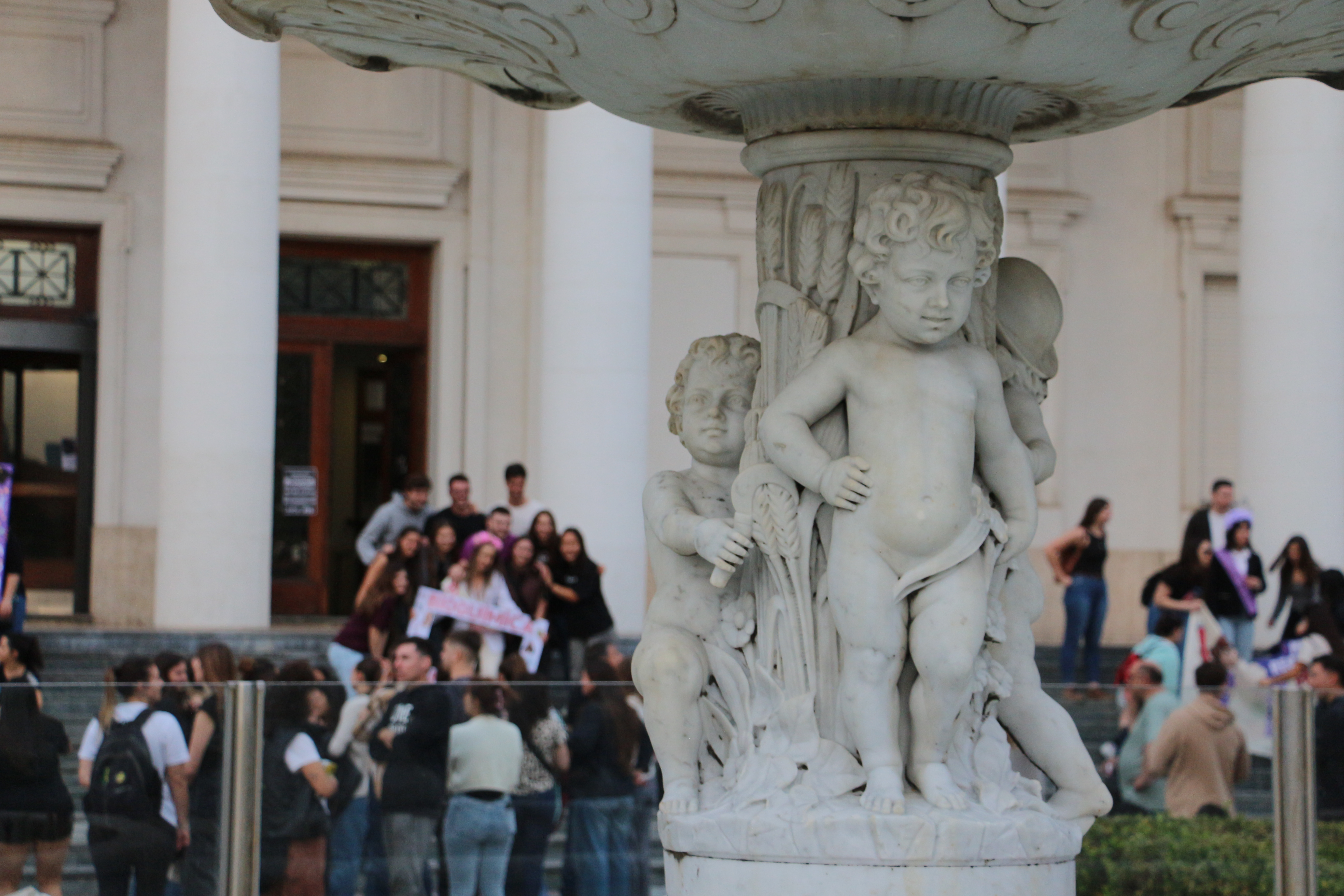
Fuente de Lola Mora frente al complejo principal de la Universidad.

## Sedes académicas y administrativas

### Manzana de Av. Alem y alrededores

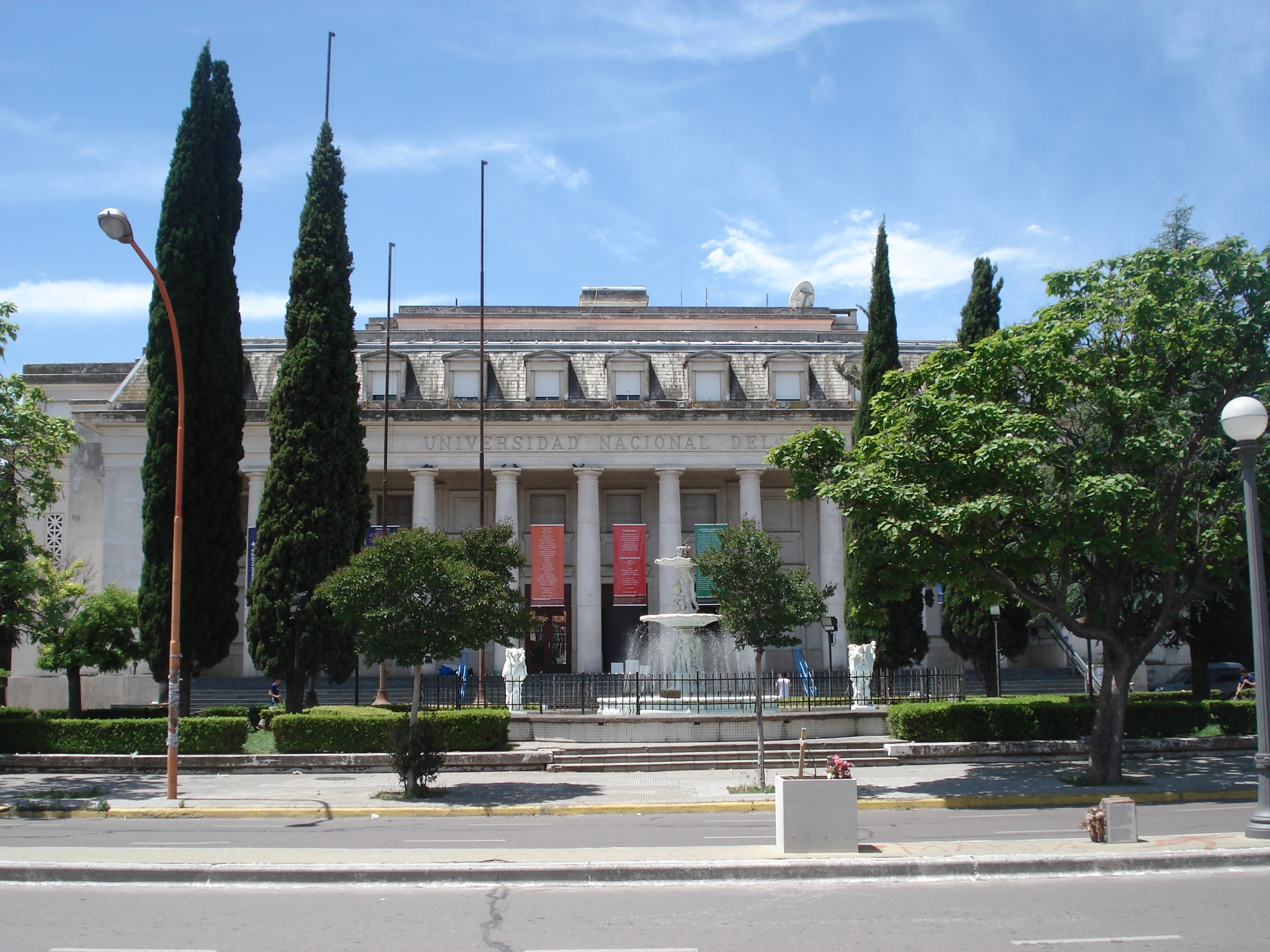
Frente de la sede de avenida Alem

El complejo principal se encuentra en la avenida Alem 1253, donde funcionan varios Departamentos Académicos y laboratorios, así como la Biblioteca Central. Ocupa cuatro hectáreas y tiene emplazada en su frente una fuente con esculturas de la artista Lola Mora.
Los Departamentos de Humanidades y Geografía y Turismo se ubican en un edificio frente a la manzana mencionada ubicado en la intersección de las calles 12 de octubre y San Juan, por su ubicación se lo conoce como "edificio de 12 de Octubre" o "de Humanidades", departamento con mayor número de alumnos de los dos que lo ocupan. Previo al desarrollo del Campus Universitario Palihue, aquí también estuvieron las administraciones y cátedras de los departamentos de Economía y Ciencias de la Administración.
Los Departamentos de Biología, Bioquímica y Farmacia (BByF) y Geología están en la misma manzana que la sede principal pero en un edificio aparte. En 2011 con fondos otorgados por Nación luego de la acreditación de la CONEAU de la carrera de Farmacia en 2008 se construyeron laboratorios de usos múltiples que forman parte del Departamento de BByF. Se encuentran a 50 metros de la manzana sobre la calle 12 de octubre.

### Campus Universitario Altos del Palihue
En el barrio de Palihue existe otro complejo edilicio perteneciente a la UNS. En la década de 1980, se inaugura el edificio del Departamento de Agronomía que presenta 5 pisos con un gran número de laboratorios, aulas y oficinas. En 2007, se inauguran dos edificios con aulas de gran capacidad que son utilizados, mayoritariamente, por las carreras de Abogacía y Contador Público dado el número de alumnos que presentan. Desde agosto de 2014, la sede del Instituto Nacional de Tecnología Agropecuaria (INTA) de Bahía Blanca se ubica en el campus, mes en el que también se estrena el nuevo edificio del Departamento de Ciencias de la Administración. En agosto de 2015, se inaugura el edificio del departamento de Economía y sede del Instituto de Investigaciones Económicas y Sociales del Sur (IIESS) y un año después, se estrena el edificio correspondiente al departamento de Ingeniería Eléctrica y Computadoras (DIEC) y el Instituto de Investigaciones en Ingeniería Eléctrica (IIIE). También se ubica en el Campus de Palihue el Departamento de Ciencias e Ingeniería de la Computación 
En noviembre del 2018, se inaugura un tercer edificio con aulas de gran capacidad, el cual es destinado principalmente para albergar la carrera de Arquitectura.
En agosto de 2021 se inaugura la sala de lectura, con una superficie de 660m².
Actualmente, se encuentran en construcción la sede del Departamento de Geología, la parquización del campus a cargo de las carreras de Agronomía y Arquitectura y un futuro anfiteatro para actividades culturales.
En las proximidades de esta zona se ubica también la escuela de educación secundaria de Agricultura y Ganadería “Ing. Agr. Adolfo J. Zabala” dependiente de la universidad, cuyo edificio fue inaugurado en 1993.

### Departamento de Ciencias de la Salud

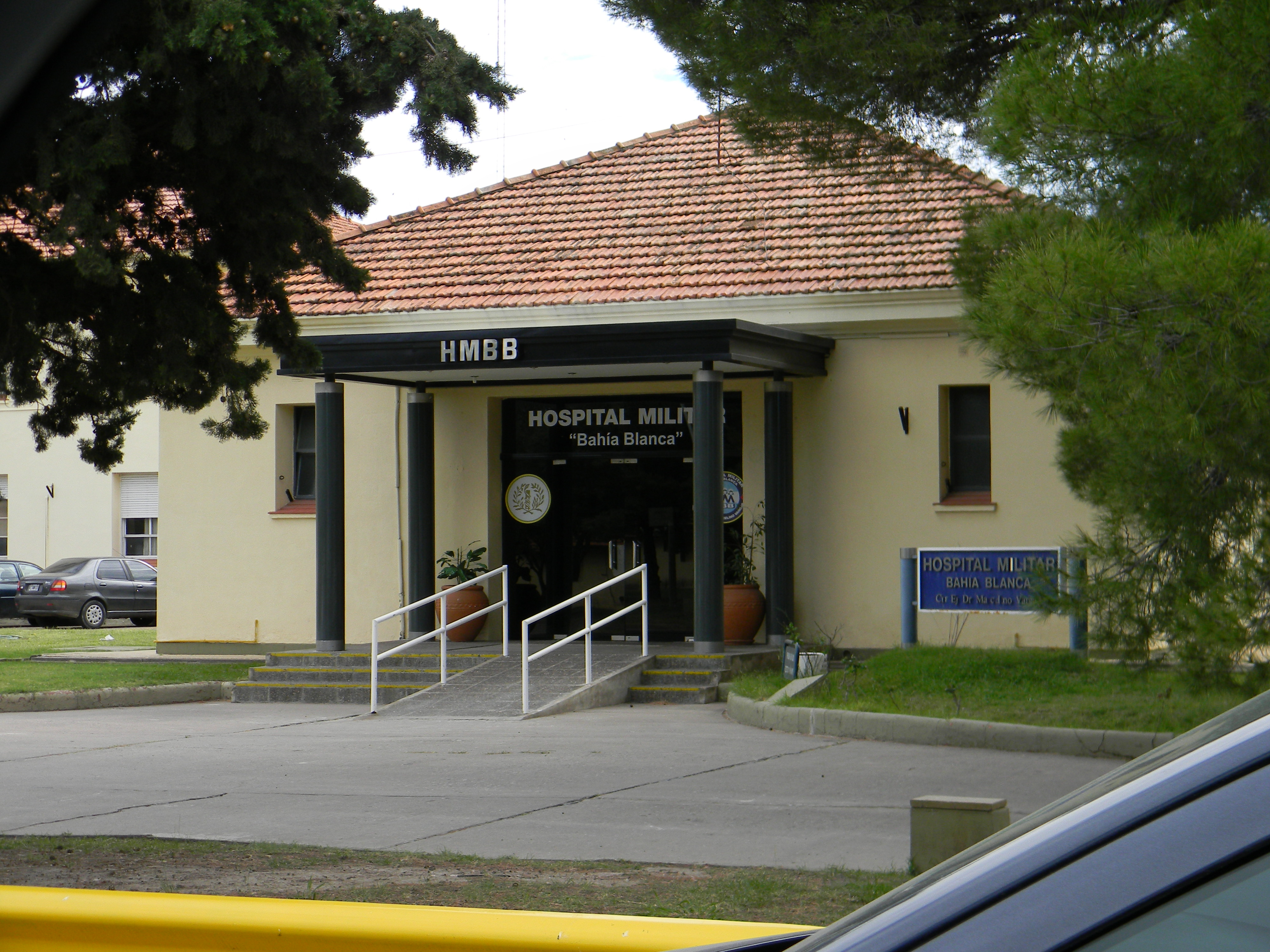
Hospital Militar, sede del Departamento de Ciencias de la Salud (Florida 1450)

El Departamento de Ciencias de la Salud se encuentra ubicado en Florida 1450 en el predio del Hospital Militar Bahía Blanca (perteneciente al Ejército Argentino). En el mismo lugar se encuentran sus laboratorios y aulas donde se desarrollan actividades tanto teóricas como prácticas. Además la Carrera de Medicina cuenta con aulas en el Hospital Interzonal de Agudos Dr. José Penna, ubicado en Av. Lainez 2401, en el Hospital Municipal de Agudos Dr Leónidas Lucero, ubicado en calle Estomba 968, en el Hospital Privado del Sur, ubicado en calle Las Heras 164 y el Hospital de la Asociación Médica "Dr. Felipe Glasman" en Patricios 347. También se realizan actividades en las Unidades Sanitarias repartidas por toda la ciudad. La carrera de Lic. en Enfermería también utiliza los laboratorios emplazados en el Hospital Militar, pero cursa en las aulas ubicadas en avenida Alem 1253, en el Campus Palihue, y algunas materias que son dictadas por el Departamento de Humanidades o de Economía se realizan en el edificio ubicado en calle 12 de Octubre y San Juan.

### Otras sedes
El edificio ubicado en la avenida Colón 80, que originariamente correspondió a la sede central de la Universidad Nacional del Sur, es hoy el lugar donde concentran sus tareas el Rectorado y sus Secretarías, junto a otras dependencias administrativas.
En la avenida Alem 925 está localizada la Casa de la Cultura, una mansión de estilo colonial donde se llevan a cabo actividades artísticas y culturales organizadas por la Secretaría General de Comunicación y Cultura. Funcionan allí también la Fundación de esta institución (FUNS) y la Editorial (EdiUNS).
En el edificio localizado en la calle 11 de Abril 445 funcionan la Escuela de Ciclo Básico Común (ECBC), la Escuela de Enseñanza Inicial y Primaria (EEIyP), la Escuela Superior de Comercio "Prudencio Cornejo" y la Escuela Normal Superior "Vicente Fatone".
El Departamento de Derecho de la Universidad Nacional del Sur está ubicado en calle Av. Colón 48. En la planta alta funciona la administración del departamento y en la planta baja funciona la biblioteca departamental, un aula de consulta en línea, y también hay tres aulas y varios gabinetes de exámenes.
El edificio de Rondeau 29 fue construido a finales del siglo XIX por Antonio Gerardi para ser empleado como vivienda multifamiliar. La disposición original de la propiedad estaba conformada por una tradicional "casa de patio", caracterizada por articular una serie de habitaciones en torno a un ámbito descubierto central. En 2010 se elaboró el proyecto de recuperación y refuncionalización del edificio para destinarlo a la instalación del centro histórico cultural. En julio de 2022 se inauguró un nuevo auditorio con servicios de audio, video e iluminación adaptable a diferentes requisitos y acceso a personas con discapacidad. 

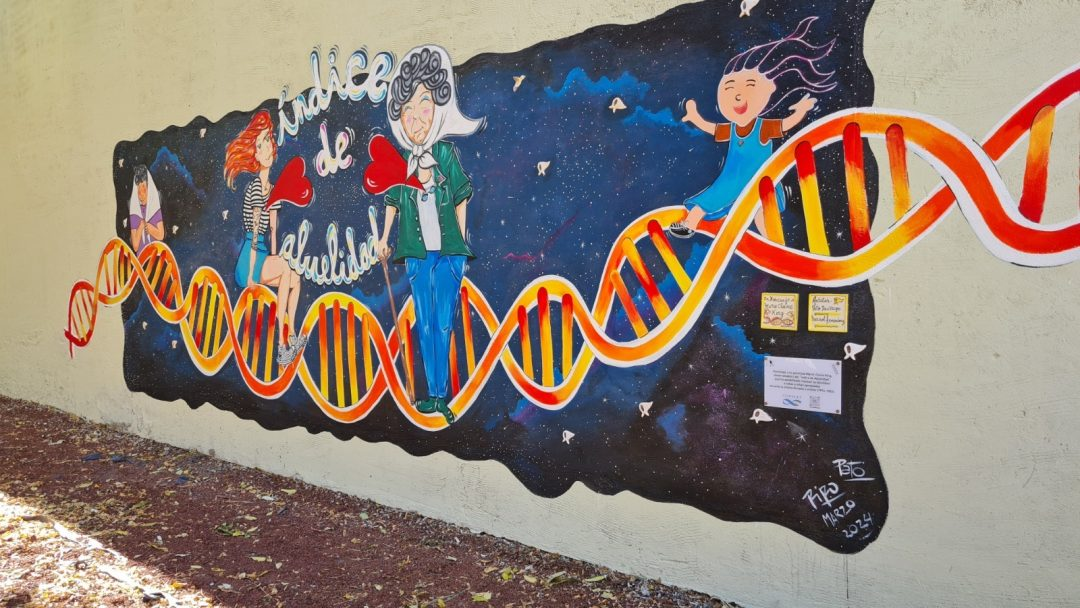
Realizado en el centro histórico cultural, UNS

En abril de 2024 se inauguró en el centro histórico cultural el mural Índice de Abuelidad en homenaje a la genetista Mary-Claire King, realizado por Marisol Armendáriz y Patricia Daukscys. 

## Posgrados y estudios de cuarto nivel
La Secretaría General de Posgrado y Educación Continua, es una secretaría de Rectorado cuyas funciones son las de coordinar y promover la oferta educativa para graduados y profesionales, con incumbencia en las siguientes áreas:
- Posgrados académicos.
- Especializaciones y posgrados profesionales.
- Propiciar cursos de extensión y capacitación profesional, en colaboración con los Consejos Departamentales.
- Desarrollar de la Educación a Distancia en el marco de la Educación Continua.
- Capacitación y especialización docente.

La Universidad Nacional del Sur cuenta con una sólida tradición en actividades de posgrado. Su primer programa, el doctorado en Química, data de 1959. Además, ha sido la primera institución del país en crear un Departamento de Graduados destinado a promover y coordinar los estudios de nivel cuaternario. Los cursos de postgrado y las actividades de investigación que llevan la elaboración de los trabajos de tesis se realizan en los Departamentos Académicos e Institutos de Investigación de la UNS o en otras universidades con las que se han firmado convenios específicos. El nivel de los estudios de postgrado está asegurado por la calidad de los directores de tesis, de los profesores de los cursos de postgrado y de los jurados que intervienen en la evaluación de las tesis. La mayor parte de los programas de maestrías y doctorados de la UNS han sido acreditados en las categorías A y B por la Comisión de Acreditación de Postgrados del Ministerio de Cultura y Educación. Además de los cursos y actividades de postgrado específicas del área de maestrías y doctorados, existen en los Departamentos académicos cursos y actividades de Actualización y Perfeccionamiento Profesional para los graduados de las distintas carreras en ejercicio de su profesión. Están aprobadas también las carreras de especialización, tendientes a la obtención del título de especialista en temas específicos de varias disciplinas. En la UNS se pueden obtener diferentes tipos de posgrados como doctorados, maestrías y especializaciones.
Los estudios de posgrados en orden alfabético son:
| Carreras de posgrado                                                                                          | Tipo de posgrado |
| --- | ---------------- |
| Doctorado en Agronomía                                                                                        | Doctorado        |
| Doctorado en Biología                                                                                         | Doctorado        |
| Doctorado en Bioquímica                                                                                       | Doctorado        |
| Doctorado en Ciencias de la Administración                                                                    | Doctorado        |
| Doctorado en Ciencias de la Computación                                                                       | Doctorado        |
| Doctorado en Ciencia y Tecnología de los Alimentos                                                            | Doctorado        |
| Doctorado en Ciencia y Tecnología de los Materiales                                                           | Doctorado        |
| Doctorado en Control de Sistemas                                                                              | Doctorado        |
| Doctorado en Derecho                                                                                          | Doctorado        |
| Doctorado en Economía                                                                                         | Doctorado        |
| Doctorado en Farmacia                                                                                         | Doctorado        |
| Doctorado en Filosofía                                                                                        | Doctorado        |
| Doctorado en Fisíca                                                                                           | Doctorado        |
| Doctorado en Geociencias                                                                                      | Doctorado        |
| Doctorado en Geografía                                                                                        | Doctorado        |
| Doctorado en Geología                                                                                         | Doctorado        |
| Doctorado en Historia                                                                                         | Doctorado        |
| Doctorado en Imágenes Médicas                                                                                 | Doctorado        |
| Doctorado en Ingeniería                                                                                       | Doctorado        |
| Doctorado en Ingeniería de Productos y Procesos de la Industria Alimentaria                                   | Doctorado        |
| Doctorado en Ingeniería Eléctrica                                                                             | Doctorado        |
| Doctorado en Ingeniería Química                                                                               | Doctorado        |
| Doctorado en Letras                                                                                           | Doctorado        |
| Doctorado en Matemáticas                                                                                      | Doctorado        |
| Doctorado en Química                                                                                          | Doctorado        |
| Maestría en Administración                                                                                    | Magíster         |
| Maestría en Administración Financiera de Negocios                                                             | Magíster         |
| Maestría en Ciencias Agrarias                                                                                 | Magíster         |
| Maestría en Ciencias de la Computación                                                                        | Magíster         |
| Maestría en Ciencia y Tecnología de los Alimentos                                                             | Magíster         |
| Maestría en Ciencia y Tecnología de los Materiales                                                            | Magíster         |
| Maestría en Contabilidad y Auditoría                                                                          | Magíster         |
| Maestría en Control de Sistemas                                                                               | Magíster         |
| Maestría en Derecho - Orientación Derecho Penal, Derecho Privado Patrimonial o Análisis Económico del Derecho | Magíster         |
| Maestría en Desarrollo y Gestión Territorial                                                                  | Magíster         |
| Maestría en Economía                                                                                          | Magíster         |
| Maestría en Economía Agraria y Administración Rural                                                           | Magíster         |
| Maestría en Farmacia                                                                                          | Magíster         |
| Maestría en Geografía                                                                                         | Magíster         |
| Maestría en Gestión y Tecnología de Ciudades Inteligentes                                                     | Magíster         |
| Maestría en Ingeniería                                                                                        | Magíster         |
| Maestría en Ingeniería de Procesos Petroquimicos                                                              | Magíster         |
| Maestría en Ingeniería Eléctrica                                                                              | Magíster         |
| Maestría en Ingeniería Química                                                                                | Magíster         |
| Maestría en Matemática                                                                                        | Magíster         |
| Maestría en Políticas y Estrategias                                                                           | Magíster         |
| Maestría en Procesos Locales de Innovación y Desarrollo Rural                                                 | Magíster         |
| Maestría en Química                                                                                           | Magíster         |
| Maestría en Salud Colectiva                                                                                   | Magíster         |
| Maestría en Sociología                                                                                        | Magíster         |
| Especialización en Bioquímica Clínica, Área Parasitología                                                     | Especialización  |
| Especialización en Ciencia de Datos                                                                           | Especialización  |
| Especialización en Comercio Internacional                                                                     | Especialización  |
| Especialización en Contabilidad Superior, Control y Auditoría                                                 | Especialización  |
| Especialización en Control de Calidad de Alimentos                                                            | Especialización  |
| Especialización en Costos y Gestión Empresarial                                                               | Especialización  |
| Especialización en Derecho de Familia, Infancia y Adolescencia                                                | Especialización  |
| Especialización en Derecho Penal                                                                              | Especialización  |
| Especialización en Economía y Gestión de los Servicios de Salud                                               | Especialización  |
| Especialización en Gestión de la Calidad                                                                      | Especialización  |
| Especialización en Gestión de la Tecnología y la Innovación                                                   | Especialización  |
| Especialización en Gestión de Recursos Humanos                                                                | Especialización  |
| Especialización en Sindicatura Concursal                                                                      | Especialización  |
| Especialización en Tecnologías Digitales Configurables                                                        | Especialización  |
| Especialización en Tributación                                                                                | Especialización  |
| Especialización en Turismo Rural y Comunitario                                                                | Especialización  |
| Sitio Oficial de la Secretaría General de Posgrado y Educación Continua                                       |                  |

## Himno de la Universidad Nacional del Sur
Himno de la Universidad Nacional del Sur
Letra: Ezequiel Martínez Estrada
Música:  José Luis Ramírez Urtasun
Nos levanta con alas brillantes
un afán juvenil de saber
y hacia tiempos mejores marchamos
desbordantes de fuerza y de fe.
Otra vez al altar de la Patria
llegan nuevas falanges en flor;
nuestra ofrenda consiste en tres rosas:
Libertad y Justicia y Amor.
Nos impulsa un afán de futuro,
una sacra locura de luz
y hacia grandes destinos nos guían
las sagradas estrellas del sur.
Juventud, juventud inmortal,
más allá, más allá, más allá

## Biblioteca Central "Profesor Nicolás Matijevic"
La Biblioteca comenzó sus actividades en 1956, siendo su primer director Nicolás Matijevic. Se encuentra ubicada en el subsuelo del edificio de la universidad.
Cuenta con dos salas de lectura (una silenciosa y otra parlante), una sala de referencia, computadoras con acceso a internet  y un catálogo en línea (Vufind). Además, brinda talleres de alfabetización en gestión de la información. En ella se puede consultar material bibliográfico (formato papel y digital), tesis de posgrado, el repositorio digital institucional, la colección eLibro Cátedra y la Biblioteca Electrónica del Mincyt.

## Investigación
La Universidad Nacional del Sur en conjunto con el Consejo Nacional de Investigaciones Científicas y Técnicas posee doce institutos de investigación agrupados en el Centro Científico Tecnológico de Bahía Blanca. Estos institutos son:
- Centro de Recursos Naturales Renovables de la Zona Semiárida (CERZOS);
- Instituto Argentino de Oceanografía (IADO);
- Instituto de Ciencias e Ingeniería de la Computación (ICIC);
- Instituto de Investigaciones Económicas y Sociales del Sur (IIESS);
- Instituto de Física del Sur (IFISUR);
- Instituto de Investigaciones en Ingeniería Eléctrica (IIIE);
- Instituto de Ciencias Biológicas y Biomédicas del Sur (INBIOSUR),
- Instituto Geológico del Sur (INGEOSUR),
- Instituto de Investigaciones Bioquímicas de Bahía Blanca (INIBIBB),
- Instituto de Matemática de Bahía Blanca (INMABB),
- Instituto de Química del Sur (INQUISUR) y
- Planta Piloto de Ingeniería Química (PLAPIQUI)

### Desarrollos
Algunas investigaciones realizadas en la Universidad:
| Hidrógeno para propulsar automóviles                          | A partir de prácticas en laboratorio, especialistas de esta casa analizan generar y purificar este gas para utilizarlo en celdas de combustible, una fuente de energía eléctrica alternativa que ya se utiliza para diversos usos, y que podría aplicarse en vehículos. Los especialistas estiman que las células de hidrógeno podrían reemplazar, en un futuro, a los motores de combustión interna en automóviles, autobuses, camiones y aún embarcaciones y locomotoras. |
| Cuchillas más económicas y eficientes para cosechar soja      | Investigadores del departamento de Ingeniería mejoraron el diseño de las tradicionales cuchillas de cosechadoras de soja, convirtiéndolo en un modelo más económico y eficiente. El nuevo artículo posee el mismo desempeño en términos de desgaste que el de las cuchillas originales, con la diferencia de que las desarrolladas en la UNS son más livianas y fáciles de cambiar. La mejora podría aplicarse de manera global, ya que estas cuchillas se utilizan en todo el mundo. |
| Producción de biodiésel sustentable                           | Un equipo de la UNS destilaron biodiésel a temperaturas de 300 grados, lo que evita el uso de catalizadores, la pérdida de materia prima y la formación de residuos. Investigadores comprobaron la factibilidad técnica y económica del proceso, y estiman que debe implicar un cambio cultural por parte de los distintos sectores industriales en cuanto a los manejos tradicionales. Además, construyeron un reactor piloto que ya está en funcionamiento, con muy buenos resultados. |
| Nanoelectrónica: chips diminutos                              | La UNS también configura microelectrónica nanotecnológica donde chips diminutos son creados en un laboratorio universitario de Bahía Blanca y fabricados en Asia y Europa, los microchips se aplican en una amplia gama de la industria que va desde la automotriz a la biomedicina. Se trata de un campo de investigaciones único en el país en el que se diseñó, por ejemplo, una retina electrónica. Para abrir posibilidades industriales crearon una empresa de base tecnológica junto al Conicet y la Comisión de Investigaciones Científicas. |
| Inteligencia artificial                                       | Científicos de Bahía Blanca integran un grupo pionero en el mundo de la argumentación en inteligencia artificial. Desarrollaron un sistema que ha sido utilizado para una aplicación inteligente de Facebook, la red social que reúne a 700 millones de usuarios en el mundo. La inteligencia artificial está presente en casi todos los procesos que se emplean en la actualidad en computadoras. El grupo de investigación se ha convertido en un centro nacional de relevancia en esta temática. |
| Boya para monitoreo ambiental                                 | Especialistas de la UNS desarrollaron una boya para monitoreo ambiental más efectiva y diez veces más económica que las importadas. Se trata de una plataforma que puede instalarse en ríos, lagos y océanos y brinda mediciones de temperatura, sedimentos y viento, entre otras. Además de datos meteorológicos, la boya permite acceder a información sobre la calidad del agua. Vale diez veces menos que los costos del mercado internacional y ya se vendieron a tres a países limítrofes. Se instalarán en diferentes lagunas para realizar la primera red de monitoreo que analice la variabilidad climática y sus efectos en la población. |
| Medición de rayos cósmicos                                    | Especialistas de la UNS miden los rayos cósmicos que ingresan por un agujero electromagnético dentro del marco de un proyecto mundial, científicos argentinos y japoneses instalaron en Bahía Blanca una antena que recibe los rayos cósmicos. Integran una red internacional que evalúa los efectos de un gran agujero magnético que existe en el Atlántico Sur en el que se produce mayor radiación que en otros lugares, dado que el campo magnético es menor que en todo el resto del planeta. |
| Programa de Análisis Económico del Derecho                    | Investigadores del Departamento de Derecho y Economía de la UNS constituyen, desde hace ya dos décadas, un grupo de estudio, docencia e investigación del Análisis Económico del Derecho pionero en Argentina y Latinoamérica. Se trata de un programa que plantea evaluar los efectos sociales de las normas y de diferentes posibilidades de diseño institucional, interpretación y aplicación de la legislación. Estudian las consecuencias sobre la decisión social que se derivan de modelos alternativos de legislación y su relación con las cuestiones de eficacia, eficiencia y distribución de recursos. A partir de 2009, se imparte una Maestría en Derecho con orientación en Análisis Económico del Derecho que constituye, también, una de las primeras carreras de posgrado centradas en la disciplina del subcontinente. |
| Dispositivo para realizar análisis químicos con el smartphone | |